# Notariatskunde
Die Notariatskunde ist eine Fachkunde über das Notariatswesen. Es umfasst die Tätigkeit der Notare als Organe der vorsorgenden Rechtspflege und deren Mitarbeiter, speziell der Notarfachangestellten und der Rechtsanwalts- und Notarfachangestellten. Teilgebiete sind insbesondere die Aufgaben des Notars, seine Pflichten als öffentlicher Amtsträger, Vorgänge der freiwilligen Gerichtsbarkeit, vor allem aus dem Grundstücks- sowie dem Handels- und Gesellschaftsrecht, das Privatrecht (Zivil- und Familienrecht), das notarielle und gerichtliche Kosten- und Gebührenrecht. Rechtliche Grundlage der Ausbildung der Notarfachangestellten und der Rechtsanwalts- und Notarfachangestellten ist die ReNoPat-Ausbildungsverordnung vom 29. August 2014.